# Rosario Sasieta
Antonina Rosario Sasieta Morales (Lima, 26 de febrero de 1957) es una abogada, presentadora de televisión y política peruana. Fue ministra de la Mujer y Poblaciones Vulnerables durante el gobierno de Martín Vizcarra. 
Conocida por asumir casos judiciales en defensa de mujeres y niños, Sasieta fue congresista por Lima Metropolitana, de 2006 a 2011, por el Frente de Centro, coalición liderada por el partido Acción Popular. Previamente, fue teniente alcaldesa del distrito de San Bartolo de 2003 a 2006. 
Sasieta juró el 6 de agosto de 2020 como ministra de la Mujer y Poblaciones Vulnerables tras la denegatoria del voto de confianza al entonces presidente del Consejo de Ministros, Pedro Cateriano, y la posterior crisis total de su gabinete, reemplazando en el cargo a Gloria Montenegro.

## Biografía
Realizó sus estudios escolares en el Colegio Sagrado Corazón-Chalet y en el Colegio Sagrado Corazón Sophianum, de la ciudad de Lima.
Ingresó a la Universidad Nacional Federico Villarreal en 1973, en la cual estudió Derecho. Culminó su carrera en 1979 y obtuvo el título profesional de abogada. Fue incorporada al Colegio de Abogados de Lima el 20 de septiembre de 1982.
Sasieta fue nombrada, en noviembre del 2002, como árbitra del Tribunal Arbitral del Colegio de Abogados de Lima.
Además, es presentadora de su programa jurídico Señora ley, emitido en TV Perú y otros canales.

## Carrera política
Sasieta fue elegida como teniente alcaldesa por el distrito de San Bartolo, en la lista de Acción Popular, para el período 2003-2006.

### Congresista (2006-2011)
En el 2006, Rosario Sasieta postuló al Congreso de la República representando a Lima, obteniendo la más alta votación de su entonces partido, Acción Popular.
Como congresista, impulsó la creación y luego presidió la Mesa de Mujeres Parlamentarias Peruanas. También se desempeñó como secretaria de la Comisión de Presupuesto y Cuenta General de la República, vicepresidente de la Comisión de Justicia y Derechos Humanos, vicepresidente de la Comisión Revisora del Código del Niño y Adolescente y presidente de la Comisión de Turismo y Comercio Exterior.
Dentro de las leyes aprobadas por el Congreso destacan:
- Divorcio Municipal y Notarial por Mutuo Acuerdo.
- Creación del Registro de Deudores Alimentarios Morosos.
- Ley de Defensa Pública.
- Rectificación de Partidas.
- Autora de la Ley 29083 que obliga al análisis e inclusión de la perspectiva de género en el presupuesto público, programas, proyectos y políticas.
- Ley 29700, que promueve la inclusión del trabajo no remunerado en las cuentas nacionales.

En el 2009, Sasieta renunció a Acción Popular. Al término de su periodo como congresista en el 2011, Sasieta se ha dedicado a la práctica privada con énfasis en temas de familia, complementándolo con su apoyo legal a personas de pocos recursos. Es considerada un referente en materia de derecho de mujer y niñez, siendo citada y entrevistada con regularidad en diversos medios del país.

### Candidata al Congreso (2016)
El 26 de enero de 2016, Rosario Sasieta anunció públicamente su segunda postulación al Congreso de la República. Esta vez como invitada con el número 17 por Lima de Alianza Popular, coalición electoral integrada por el Partido Aprista Peruano, el Partido Popular Cristiano y Vamos Perú. Al término del escrutinio de los votos, Sasieta no alcanzó una curul para el Congreso en el período 2016-2021.

### Ministra de la Mujer y Poblaciones Vunerables (2020)
Tras la denegatoria del voto de confianza al entonces presidente del Consejo de Ministros, Pedro Cateriano, y la posterior crisis total de su gabinete, el 6 de agosto de 2020, juró como titular del Ministerio de la Mujer y Poblaciones Vulnerables, en reemplazo de Gloria Montenegro.

## Controversias

### Polémica por viaje de representación
En septiembre de 2008, Sasieta pidió licencia por función de representación (con goce de haber) para viajar, según informó, a Barcelona. Donde había sido invitada por la Generalidad de Cataluña para reunirse con autoridades sobre temas de género. Sin embargo, se reveló que Sasieta, en la Ciudad Condal, asistió a una boda y luego había viajado a Roma, la Ciudad del Vaticano y Venecia. Fue investigada por la Comisión de Ética Parlamentaria del Congreso. La Comisión inició la investigación el 3 de diciembre de 2009. En marzo de 2010, la Comisión archivó la denuncia.

### Caso Lava Pies
En agosto de 2009, Rosario Sasieta fue acusada por su extrabajadora María Elena Medianero, quien denunció públicamente que la entonces congresista, además de insultarla, la obligaba a lavarle los pies.  La Comisión de Ética del Congreso investigó el caso y recomendó al pleno del Congreso la sanción de suspensión por treinta días. La situación fue motivo de controversia y sátira en los medios de comunicación. Se llegó a recrear el presunto hecho en programas cómicos como El especial del humor.
Dicha acusación fue probada falsa y Medianero fue hallada culpable de difamación el 9 de enero de 2014. Siendo sentenciada a dos años de prisión suspendida y al pago de una reparación de S/.50 000. La difamación melló la imagen de Sasieta, debido a lo cual se le inició un proceso en el partido Acción Popular. Sasieta renunció antes de apelar el fallo, impidiéndole ser candidata a la reelección.

### Atropello de mujer
El 4 de enero de 2021, Rosario Sasieta fue detenida por atropellar a una mujer en la Vía Expresa.